# Junonia almana
Junonia almana (лат.) — вид дневных бабочек из семейства Нимфалиды.

## Описание
Размах крыльев 54—62 мм. Длина переднего крыла самцов 26—32 мм, самки 27—32 мм. Самки чаще всего несколько крупнее самца. Основной фон верхней стороны крыльев рыжий, оранжевый, рыже-бурый, либо подобных им оттенков, с тёмными линиями по краю переднего крыла. На крыльях располагаются 4 крупных «глазка» — 2 из них на переднем крыле и 2 на задних, одно из которых наиболее крупное. Центральная ячейка на переднем крыле сверху с 1—3 темными полосками. Центральная ячейка на передних крыльях всегда является замкнутой. Центральная ячейка на задних крыльях может быть, как замкнутой, так и нет. На передних крыльях жилки R1, R2 не ветвятся и берут начало от центральной ячейки. R3, R4, R5 имеют общий ствол, который также начинается от центральной ячейки. К костальному краю переднего крыла выходят жилки R1 и R2, R3 выходит к вершине, а к внешнему краю крыла — R4, R5.

## Ареал

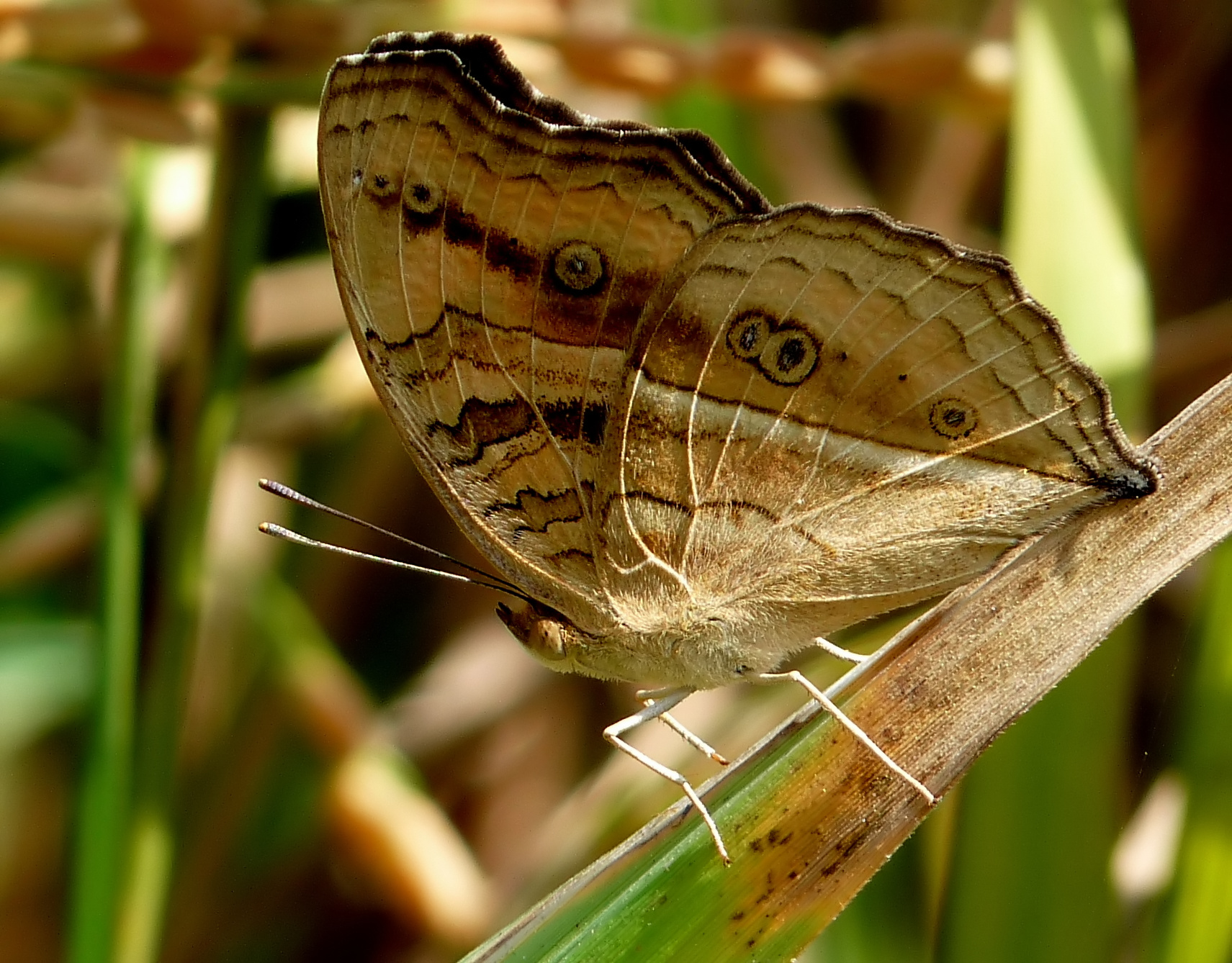
Нижняя сторона крыльев бабочки поколения влажного сезона

Япония, Корея, Китай, тропики Азии.

## Биология
Бабочки населяют поляны, луга, лесные опушки, просеки, берега рек и водоемов, травянистые пляжи, городские парки, балки, овраги, сады, пустыри, территории населенных пунктов, рисовые поля. За год развивается в двух поколениях. Кормовые растения гусениц: Lippia (Verbenaceae), Hygrophila (Acanthaceae), Vandellia (Linderniaceae), Acanthus, Barleria, Phyla nodiflora, Gloxinia.